# 串田麗樹
串田麗樹（くしだ れいき）は日本のアマチュア天文家。
(4875) インガルスの共同発見者の一人であり、独立発見を含め1991年から2004年にかけて14個の超新星を発見している。
夫の串田嘉男もアマチュア天文学者として知られている。2002年天体発見賞を受賞。
(5239) 麗樹は彼女の名にちなむ。